# Пещениця-Житняк

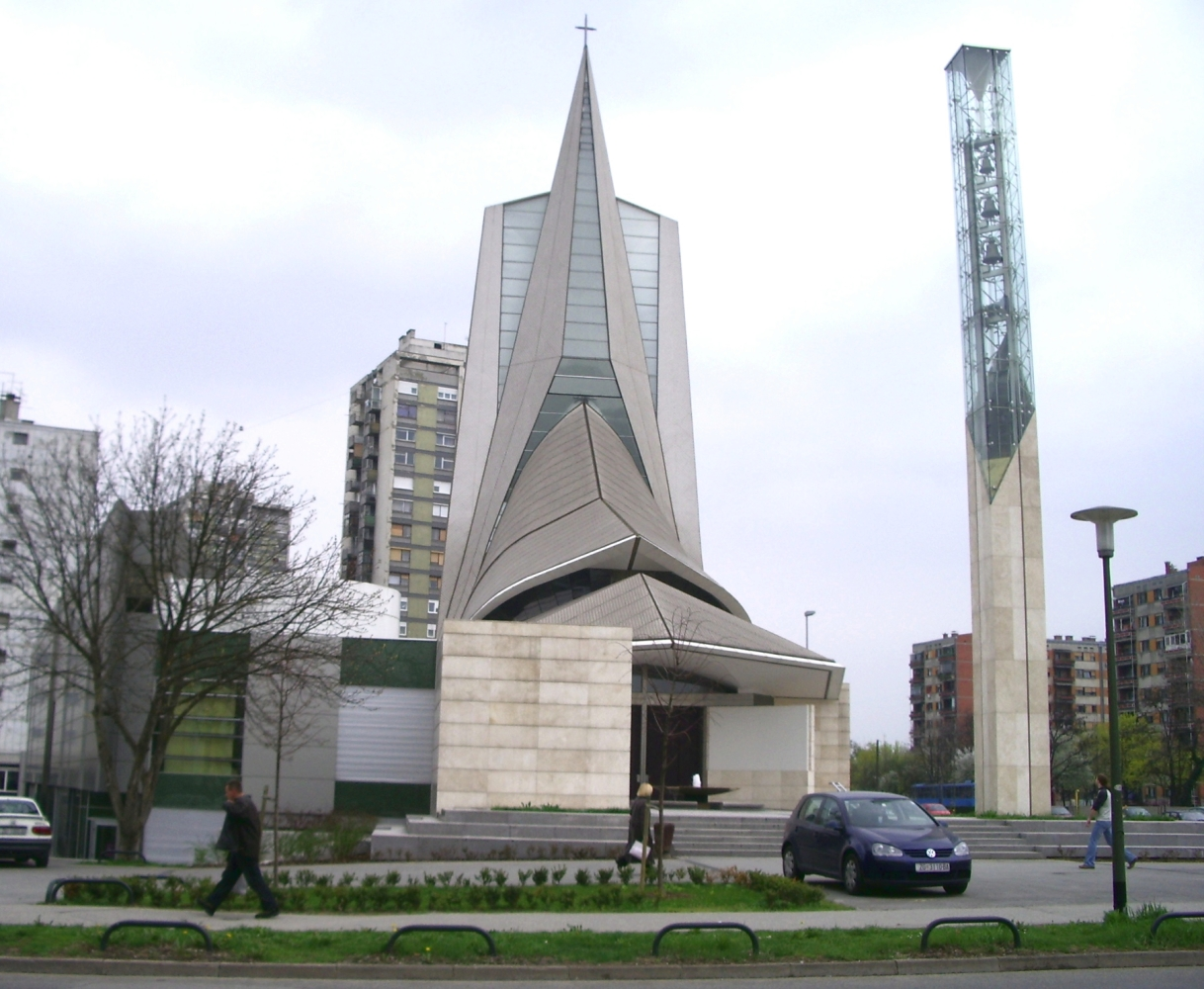
Парафіяльна церква блаженного Августина Казотича на перетині вулиці Міста Вуковара та Іваничградської

Пещениця-Житняк (хорв. Peščenica – Žitnjak МФА: [peʃt͡ʃeˈnit͡sa ˈʒitɲak]) — міська самоврядна одиниця столиці Хорватії Загреба згідно зі Статутом Загреба в рамках самоорганізації міста, утворена 14 грудня 1999 шляхом об'єднання двох раніше окремих міських самоврядних одиниць Пещениці та Житняка в один міський район (хорв. gradska četvrt). Має районний орган самоврядування — виборну раду, на чолі якої стоїть голова, Поділяється на 16 дрібніших самоврядних адміністративних одиниць – місцевих комітетів.
За даними перепису 2011, район налічував 56 487 жителів, а його площа становила 35,26 км2
До району входить південно-східна частина міста, а також окремий населений пункт Іваня Река. На північному сході Славонський проспект відокремлює Пещеницю-Житняк від міських районів Верхня Дубрава та Сесвете. На сході район межує з Загребською жупанією, на південному заході по Саві — з міським районом Новий Загреб-Схід, а на заході — з міським районом Трнє. Його північно-західна урбанізована частина — Пещениця — простягається аж до районів Нижнє місто та Максимир. На Пещениці проживає більшість мешканців району, а її північна частина належить до центру міста в широкому сенсі слова. Житняк розкинувся на крайньому сході Загреба. Він займає три чверті виразно низинної території району, простираючись між Славонським проспектом на півночі та річкою Сава на півдні. Це традиційний сільськогосподарський район, де навіть нині більшість корінних жителів займаються овочівництвом. Там також розташована промислова зона.
У цьому районі знаходиться загребська мечеть (у місцевості Боров'є) та Ісламський центр (Фольнеговічево Населє), а також численні промислові підприємства. Тут розташований і популярний торговельний центр «City Center One East».
Ядро Пещениці складають такі місцевості:
- Стара Пещениця
- Донє Светице
- Воловчиця
- Ференщиця

Ці місцевості обмежовані такими важливими міськими транспортними артеріями, як Славонський проспект і Вуковарська вулиця.
Місцевості на північному сході, у напрямку до Нижньої Дубрави:
- Боронгай (Бруно Бушич)
- Боронгай Лугові
- Вукомерець

Місцевості на південному заході, у напрямку до Трнє:
- Боров'є
- Фолнеговічево Населє
- Отон Жупанчич

Місцевості по зовнішньому краю, навколо Житняка і поза ним:
- Козарі Бок
- Козарі Путеві
- Савиця-Шанці
- Петрушевець
- Реснік
- Іваня Река
- Житняк (Струге)